# Bolitoglossa minutula
Bolitoglossa minutula är en groddjursart som beskrevs av Wake, Brame och William Edward Duellman 1973. Bolitoglossa minutula ingår i släktet Bolitoglossa och familjen lunglösa salamandrar. IUCN kategoriserar arten globalt som starkt hotad. Inga underarter finns listade.